# Campestro

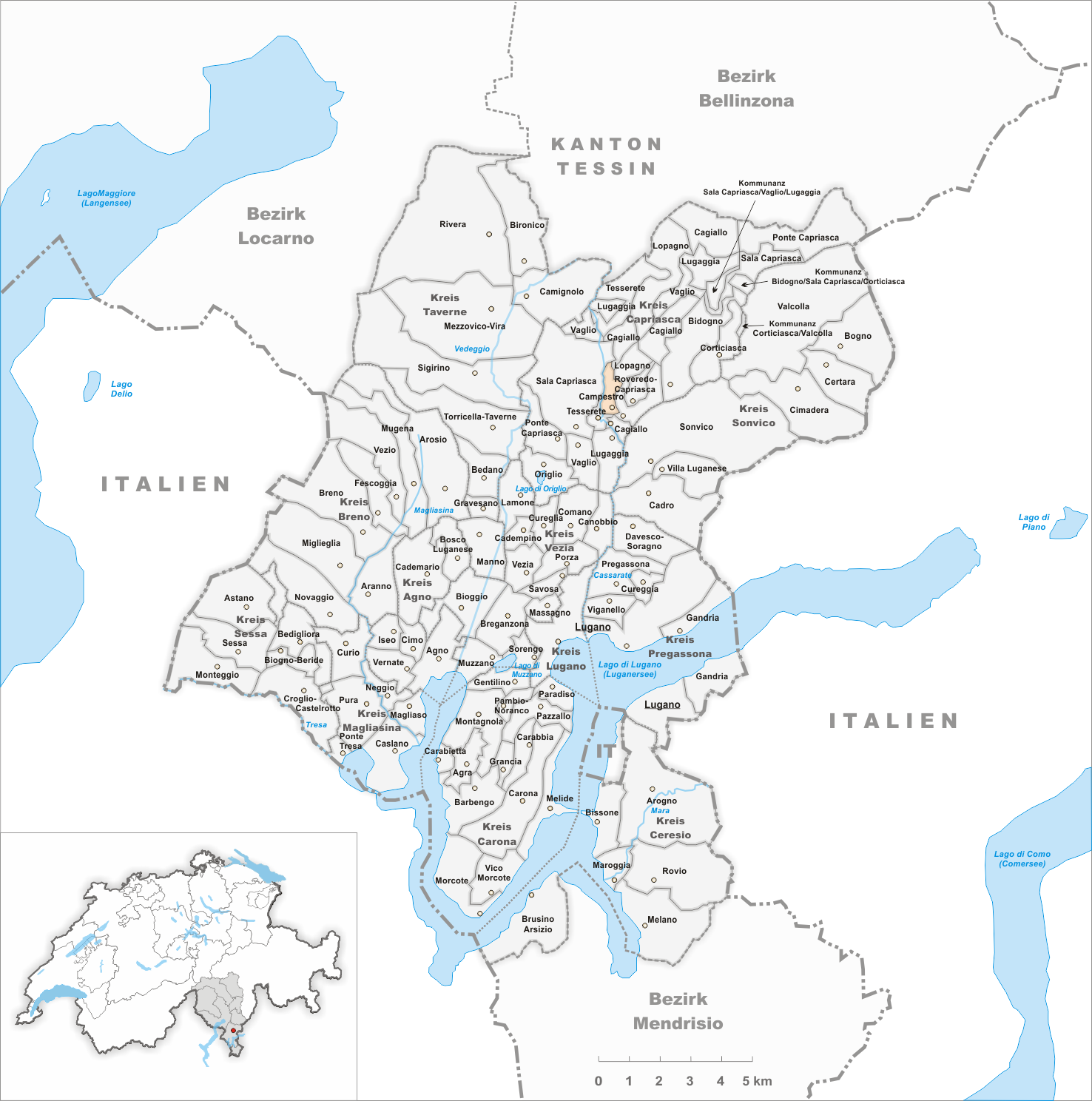
Gemeindestand vor der Fusion von 1976

Campestro ist eine ehemalige politische Gemeinde im Kreis Capriasca, Bezirk Lugano des Kantons Tessin in der Schweiz.

## Geographie
Das Dorf liegt auf 588 m ü. M. im Val Capriasca; 4,5 km nordöstlich der Station Taverne-Torricella der Linie Bellinzona-Chiasso der Schweizerischen Bundesbahnen.

## Geschichte
Das Dorf musste in der ersten Hälfte des 15. Jahrhunderts dem Herzog von Mailand 21 Soldaten stellen. Es gehört zur Kirchgemeinde Tesserete, der sie 1799 eine Abgabe von 18 Lire zu zahlen hatte.
Im Jahre 1976 fusionierte Campestro mit Tesserete. Seit dem 15. Oktober 2001 ist es eine Fraktion der Gemeinde Capriasca. Campestro bildet aber nach wie vor eine eigenständige Bürgergemeinde.

## Bevölkerung
Einwohnerzahlen: Volkszählungsdaten

## Sehenswürdigkeiten

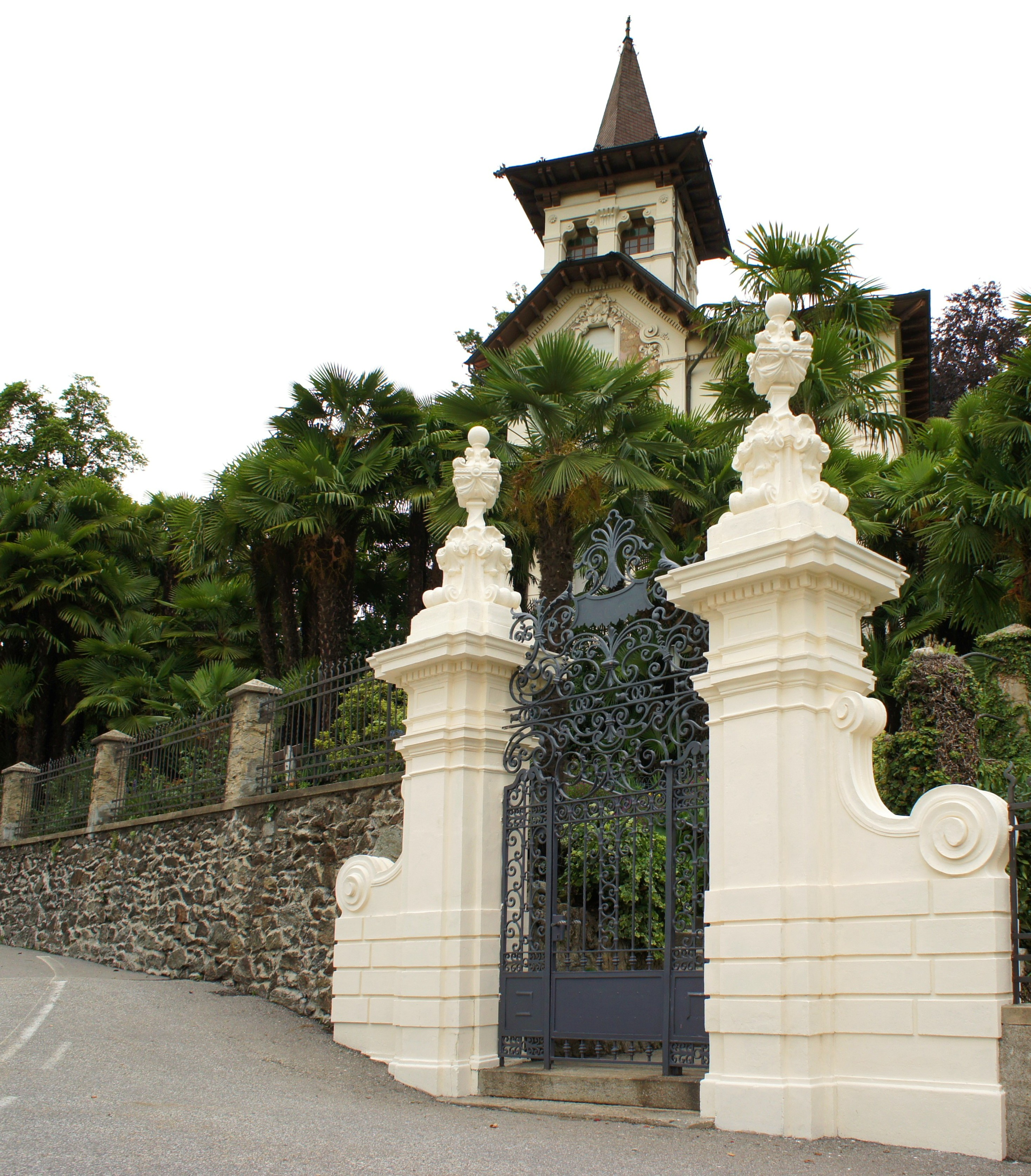
Villa Carmen

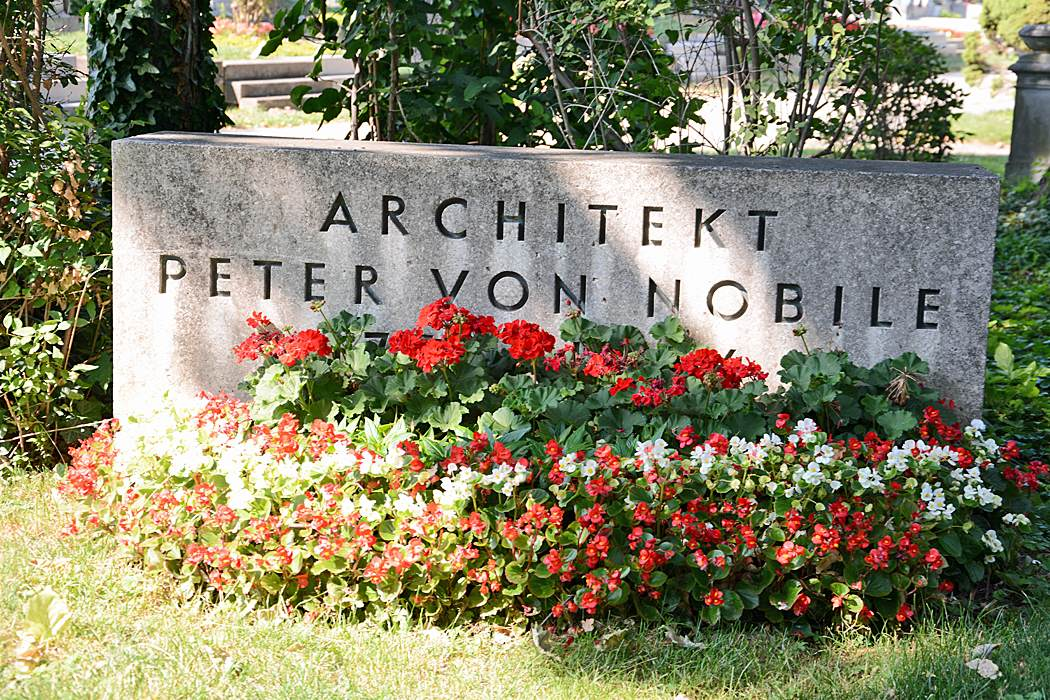
Grab von Peter von Nobile auf dem Zentralfriedhof Wien

- Kirche Sant’Andrea, erwähnt 1375[5]
- Villa Carmen[5]

## Persönlichkeiten
- Antonio da Campestro (* um 1420 in Campestro; † nach 1460 in Orvieto), Sohn des Giovanni, Bildhauer[6]

- Familie Quadrio, Quadri[7]
  - Bartolomeo Quadrio (* um 1560 in Campestro; † nach 1612 in Krakau), Baumeister, Architekt[8]
  - Francesco Quadrio (* um 1561 in Campestro; † nach 1612 in Krakau), Baumeister, Architekt[9]
  - Gabriele Quadrio (* um 1562 in Campestro; † nach 1612 in Krakau), Baumeister, Architekt[10]
  - Martino Quadrio (* um 1563 in Campestro; † nach 1612 in Krakau), Baumeister, Architekt[11]
  - Emilio Riccardo Quadri (Fra’ Riccardo) (* 7. Februar 1934 in Tesserete; † 4. April 2020 in Morbio Inferiore), aus Campestro, Kapuziner, Theologe, Autor: Anonymi Leidensis De situ orbis libri duo., Santa Maria del Bigorio-Una storia secolare di spiritualità e accoglienza., u. a.[12]

- Pietro Nobile (1774–1854), ein Schweizer Architekt und Ingenieur, tätig in Wien
- Carlo Nobile (* 29. November 1807 in Triest; † 25. September 1864 ebenda) (Bürgerort Tesserete), ein Schweizer Arzt, Publizist, Politiker in Triest[13][14][15]